# Okręg wyborczy Wolverhampton South
Okręg wyborczy Wolverhampton South powstał w 1885 r. i wysyłał do brytyjskiej Izby Gmin jednego deputowanego. Okręg obejmował południową część miasta Wolverhampton. Został zlikwidowany w 1918 r.

## Deputowani do brytyjskiej Izby Gmin z okręgu Wolverhampton South
- 1885–1898: Charles Pelham Villiers, Partia Liberalna, od 1886 Partia Liberalno-Unionistyczna
- 1898–1900: John Lloyd Gibbons, Partia Liberalno-Unionistyczna
- 1900–1910: Henry Norman, Partia Liberalna
- 1910–1918: T.E. Hickman, Partia Konserwatywna